# Geilenberg (Solingen)
Geilenberg ist eine Hofschaft in der bergischen Großstadt Solingen.

## Lage und Beschreibung
Geilenberg befindet sich an einem Nordhang des Nacker Bachtales zwischen den beiden Solinger Stadtteilen Mitte und Höhscheid. Unmittelbar an der Hofschaft vorbei verläuft auf einem kleinen Damm im Norden die Bahnstrecke Solingen–Remscheid, die bei Geilenberg auch von einer Brücke überspannt wird. Auf dem Höhenrücken nördlich von Geilenberg verläuft die Mangenberger Straße. Die Hofschaft Geilenberg ist von dort aus über den Geilenberger Weg und die nach dem Ort benannte Straße Geilenberg an den Durchgangsverkehr angeschlossen. Im Ort sind noch einige verschieferte Fachwerkhäuser vorhanden. 
Benachbarte Orte sind bzw. waren (von Nord nach West): Jakobshäuschen, Untengönrath, Bellenhäuschen, Waldheim, Kotten, Kotter Hammer, Oben- und Mittelpilghausen, Hossenhaus, Nacken, Hoffnung und Waardt.

## Etymologie
Das Wort Geilenberg leitet sich von dem altdeutschen Personennamen Geido ab, der vielleicht einmal der Gründer oder einfach ein Eigentümer des Hofes war.

## Geschichte
Die Hofschaft Geilenberg lässt sich bis in das Jahr 1488 zurückverfolgen, als diese als zom Geydenbergh erstmals urkundlich im Zehntregister des Klosters Altenberg erwähnt wird. Der Hof wird auch als Geyndenbergh erwähnt.
Im Jahre 1715 ist Geilenberg in der Karte Topographia Ducatus Montani, Blatt Amt Solingen, von Erich Philipp Ploennies mit einer Hofstelle verzeichnet und als Geilenberg benannt. Er gehörte zur Honschaft Katternberg innerhalb des Amtes Solingen. Die Topographische Aufnahme der Rheinlande von 1824 verzeichnet den Ort als Geilenberg und die Preußische Uraufnahme von 1844 erneut als Geilenberg. In der Topographischen Karte des Regierungsbezirks Düsseldorf von 1871 ist der Ort ebenfalls als Geilenberg verzeichnet.
Nach Gründung der Mairien und späteren Bürgermeistereien Anfang des 19. Jahrhunderts gehörte Geilenberg zur Bürgermeisterei Höhscheid, dort in der Flur II. (Pilghausen). 1815/16 lebten 48, im Jahr 1830 58 Menschen im als Weiler bezeichneten Geilenberg. 1832 war der Ort weiterhin Teil der Honschaft Katternberg innerhalb der Bürgermeisterei Höhscheid. Der nach der Statistik und Topographie des Regierungsbezirks Düsseldorf als Hofstadt kategorisierte Ort besaß zu dieser Zeit zehn Wohnhäuser und zehn landwirtschaftliche Gebäude. Zu dieser Zeit lebten 65 Einwohner im Ort, davon einer katholischen und 64 evangelischen Bekenntnisses. Die Gemeinde- und Gutbezirksstatistik der Rheinprovinz führt den Ort 1871 mit zwölf Wohnhäusern und 73 Einwohnern auf. Im Gemeindelexikon für die Provinz Rheinland von 1888 werden für Geilenberg 13 Wohnhäuser mit 105 Einwohnern angegeben. 1895 besitzt der Ortsteil 13 Wohnhäuser mit 109 Einwohnern und gehörte kirchlich zum katholischen Kirchspiel Solingen, 1905 werden zwölf Wohnhäuser und 106 Einwohner angegeben.
In der Mitte der 1860er Jahre fiel der nördliche Teil der Hofschaft dem Bau der Bahnstrecke zwischen Solingen und Ohligs zum Opfer, der 1867 beendet wurde. Erst viele Jahre später entstand ein Brückenbau, der den noch vorhandenen südlichen Teil Geilenbergs kreuzungsfrei an den Geilenberger Weg und die Mangenberger Straße anband. Mit der Städtevereinigung zu Groß-Solingen im Jahre 1929 wurde die Hofschaft Geilenberg ein Ortsteil Solingens. Seit dem Jahre 1984 steht in Geilenberg das verschieferte Fachwerkhaus Geilenberg 9 unter Denkmalschutz, das oben abgebildet ist.